# Municipio IV
Municipio Roma IV ist die vierte administrative Unterteilung der italienischen Hauptstadt Rom.

## Geschichte
Die Assemblea Capitolina (Stadtrat von Rom) errichtete mit Resolution Nr. 11 am 11. März 2013 den Municipio IV, welcher den ehemaligen Municipio Roma V und zuvor Circoscrizione V ersetzte.

## Geographie

### Geschichtliche Unterteilung
Auf dem Territorium des Municipio sind die folgenden topografischen Bereiche der Hauptstadt Rom:

#### Quartier
- Q. VI Tiburtino
- Q. XXI Pietralata
- Q. XXII Collatino
- Q. XXIX Ponte Mammolo
- Q. XXX San Basilio

#### Zone
- Z. VI Settecamini
- Z. VII Tor Cervara
- Z. VIII Tor Sapienza
- Z. IX Acqua Vergine

### Administrative Gliederung
Das Municipio Roma IV umfasst die gleichen Zone Urbanistiche wie das vormalige Municipio Roma XIII:
| 5A               | Casal Bertone    | 16.223  |
| 5B               | Casal Bruciato   | 21.443  |
| 5C               | Tiburtino Nord   | 20.216  |
| 5D               | Tiburtino Sud    | 23.575  |
| 5E               | San Basilio      | 26.210  |
| 5F               | Tor Cervara      | 2.813   |
| 5G               | Pietralata       | 14.135  |
| 5H               | Casal de’ Pazzi  | 27.225  |
| 5I               | Sant’Alessandro  | 10.740  |
| 5L               | Settecamini      | 12.759  |
| Nicht zuordenbar | Nicht zuordenbar | 1.642   |
| Insgesamt        | Insgesamt        | 176.981 |

### Fraktion
Im Territorium des Municipio sind folgende Fraktionen der Stadt Rom:
- Case Rosse
- Settecamini

## Präsident
| Wahlperiode        | Wahlperiode   | Präsident          | Partei              | Anmerkungen |
| ------------------ | ------------- | ------------------ | ------------------- | ----------- |
| 10. Juni 2013      | 19. Juni 2016 | Emiliano Sciascia  | Partito Democratico |             |
| seit 19. Juni 2016 |               | Roberta Della Casa | MoVimento 5 Stelle  |             |